# Helmer Mörner
Helmer Fredrik Gustafsson Mörner (Göteborg, 8 maggio 1895 – Uppsala, 5 gennaio 1962) è stato un cavaliere svedese, due volte campione olimpico nell'equitazione ad Anversa 1920.

## Biografia
Conte era il titolo nobiliare di Mörner.

## Palmarès
| Anno | Manifestazione  | Sede    | Evento               | Risultato |
| ---- | --------------- | ------- | -------------------- | --------- |
| 1920 | Giochi olimpici | Anversa | Completo individuale | Oro       |
| 1920 | Giochi olimpici | Anversa | Completo a squadre   | Oro       |